# Helga Königsdorf
Helga Königsdorf, épouse Bunke, (13 juillet 1938 - 4 mai 2014) est une mathématicienne et écrivaine allemande. 

## Biographie
Helga Königsdorf naît le 13 juillet 1938 à Gera dans une famille de fermiers. Elle obtient son doctorat en 1963 avec une thèse sur la stabilité des systèmes d'équations différentielles stochastiques (Zur Stabilität stochastischer Differentialgleichungssysteme) supervisée par Rolf Reißig. Puis elle travaille en tant que professeur de mathématiques à l'Académie des sciences de la RDA à Berlin-Est où elle dirige le département de théorie des probabilités et des statistiques à partir de 1974. Elle épouse le mathématicien Olaf Bunke. 
Königsdorf publie ses premiers articles en RDA en 1978. À l'instar de Christa Wolf, Brigitte Reimann et Maxie Wander, elle traite des conséquences de l'égalité des femmes en RDA dans les années 1970 et 1980. À quarante ans, elle publie son premier recueil de nouvelles Meine ungehörigen Träume ("Mes rêves indécents"). 
Elle reçoit deux prix littéraires : en 1985 le Prix Heinrich Mann et en 1992 le Prix Roswitha. 
Elle souffre de la maladie de Parkinson pendant 30 ans et meurt le 4 mai 2014, à Berlin. 

## Publications
Romans et nouvelles
- Meine ungehörigen Träume (nouvelles, 1978), Aufbau-Verlag
- Der Lauf der Dinge (nouvelles, 1982), Aufbau-Verlag
- Respektloser Umgang (nouvelles, 1986), Aufbau-Verlag
- Lichtverhältnisse (nouvelles, 1988), Aufbau-Verlag
- Ungelegener Befund (nouvelles, 1990), Aufbau-Verlag
- Adieu DDR (mémoires, 1990)
- Gleich neben Afrika (nouvelles, 1992), Rowohlt Berlin Verlag
- Im Schatten des Regenbogens (roman, 1993), Aufbau-Verlag
- Über die unverzügliche Rettung der Welt (essais, 1994), Aufbau-Verlag
- Die Entsorgung der Großmutter (roman, 1997), Aufbau-Verlag
- Landschaft in wechselndem Licht (mémoires, 2002), Aufbau-Verlag

Mathématiques
- Helga Bunke, Gewöhnliche Differentialgleichungen mit zufälligen Parametern. Akademie-Verlag, Berlin 1972.
- Olaf Bunke, Helga Bunke (Hrsg.): Statistical methods of model building. Berlin 1986.
- Olaf Bunke, Helga Bunke (Hrsg.): Nonlinear regression, functional relations and robust methods. 2 Bände, New York 1989.